# Likviditetsfælde
En likviditetsfælde er en situation, hvor pengepolitik er ineffektiv, fordi den nominelle rente har nået sin nedre grænse og ikke kan sænkes yderligere. Tidligere mente man, at denne grænse måtte være lig med (eller tæt ved) 0 %. Efter finanskrisen har man imidlertid set flere eksempler på negative pengepolitiske grænser, blandt andet i Danmark. Det har givet anledning til en revision af opfattelsen af, hvor lave nominelle renter i praksis kan blive.

## Oprindelig tankegang
Begrebet likviditetsfælde blev indført af den engelske økonom John Maynard Keynes. Oprindelig refererede det til den situation, hvor en stigning i pengemængden modsat den normale forventning ikke medfører et fald i renten på de finansielle markeder. En måde for centralbanker at sænke renten er at købe obligationer med nyskabte penge. I en likviditetsfælde giver obligationer imidlertid ingen eller kun en meget lille rente, hvilket gør dem til tætte substitutter for kontanter.
Tankegangen byggede bl.a. på, at pengepolitik kun påvirker økonomien gennem virkningen på renteniveauet. Da det ikke er muligt at påvirke renteniveauet i en likviditetsfælde, vil pengepolitik dermed blive ude af stand til at påvirke økonomiens aktivitetsniveau. Forskellige økonomer har i tidens løb argumenteret for, at pengepolitik også kan påvirke realøkonomien via andre kanaler end renten og dermed stadig have virkning, selv i en situation, hvor renten ikke kan blive lavere. En sådan kanal er den såkaldte Pigou-effekt (også kaldet realkasseeffekt), opkaldt efter den engelske økonom Arthur Cecil Pigou. Ifølge denne tankegang er den reale pengebeholdning, som borgerne ligger inde med, medvirkende til at bestemme deres forbrug og dermed den samlede efterspørgsel i økonomien. Ændringer i pengemængden kan dermed direkte påvirke økonomiens aktivitetsniveau, også selvom de ikke er i stand til at påvirke renten.

## Likviditetsfældens genkomst
Likviditetsfælden var i flere årtier ikke et begreb, der havde stor praktisk betydning for den økonomiske tankegang. Da Japans økonomi i løbet af 1990'erne oplevede en periode med langvarig stagnation på trods af et renteniveau tæt på 0 %, blev det imidlertid igen genstand for opmærksomhed, ikke mindst på grund af Nobelpristageren Paul Krugman, der i 1998 offentliggjorde en artikel om "likviditetsfældens genkomst", netop med Japan som det bærende eksempel.
I den nyere tankegang er opfattelsen dog lidt anderledes. Mens Keynes' formulering af likviditetsfælden refererer til en situation, hvor der er en vandret penge-efterspørgselskurve ved et positivt renteniveau, henviste likviditetsfælden i 1990'erne til en situation med pengepolitiske renter på 0 %.
Ud over Japan blev også USA og Europa i årene efter finanskrisen ofte betragtet som lande, der er ramt af likviditetsfælden, idet centralbankernes pengepolitiske renter er blevet sænket så meget, så de har været meget tæt på - og i nogle tilfælde lig med - 0 %. Krugman observerede således, at en tredobling af den amerikanske pengebase fra 2008 til 2011 ikke havde nogen nævneværdig effekt på de amerikanske forbrugerpriser.

## Hvor lav er den nedre grænse for den nominelle rente?
I lang tid har man ment, at nominelle renter ikke kan blive negative, da det betyder, at man direkte får penge for at tage lån. Folk ville så have en tilskyndelse til at låne uendeligt store beløb for at kunne tjene så meget som muligt, var argumentet. Da der ikke empirisk kendes nogen situation med en likviditetsfælde ved et positivt renteniveau, opfattedes begrebet i moderne makroøkonomi derfor en tid som en situation, hvor den nominelle rente er 0 %.
I 2015 demonstrerede både Danmarks Nationalbank og Sveriges Riksbank imidlertid, at man godt i hvert fald i et stykke tid kan operere med en negativ indlånsrente. Det kan forklares med, at det er besværligt og omkostningsfuldt at opbevare kontanter sikkert, og derfor vil det ofte være mere hensigtsmæssigt at tage til takke med en svagt negativ rente end alternativt at ligge inde med store mængder af sedler og mønter. Det forventes dog stadigvæk, at der er en klar grænse for, hvor negativ den nominelle rente kan blive, før
modparten foretrækker kontant-alternativet.